# Миллер, Фредерик
Фредерик Эдвард Джон Миллер (англ. Frederick Edward John Miller; род. 24 ноября 1824 года, Ридлинген, Германия —  11 мая 1888 года) — американский пивовар и предприниматель немецкого происхождения, основатель Miller Brewing Company. Обучался пивоваренному искусству в Зигмарингене.

## Биография
Фредерик Миллер женился на Жозефине Миллер[уточнить] в городе Фридрихсхафен (Германия) 7 июня 1853 года. Их первый ребенок, Джозеф Эдвард Миллер родился в следующим году. В 1854 году семья эмигрировала в Соединённые Штаты Америки. Жозефина умерла в апреле 1860 года. Второй брак у Миллера был с Лизеттой Гросс, у которой от него родилось пятеро детей: Эрнест, Эмиль, Фредерик, Клара и Элиса, все они выжили.
Фредерик Миллер умер от рака 11 мая 1888 года, и был похоронен в городе Милуоки.

## См.также
- Фредерик Пабст[укр.]